# Hairspray (filme de 2007)
Hairspray é um filme norte-americano de 2007, dirigido por Adam Shankman baseado no musical da Broadway de mesmo nome de 2002, que por sua vez foi baseado no filme de 1988 do cineasta independente John Waters e de uma peça teatral de sucesso na Broadway, ambos com o mesmo nome.

## Sinopse
Em Baltimore, Maryland no início da década de 1960, o The Corny Collins Show é um famoso programa de talentos que atrai todos os adolescentes da época, entre eles Tracy Turnblad, uma jovem que adora cantar e dançar, porém sofre por não se encaixar nos padrões de beleza da época por ser gorda. Entretanto, a jovem consegue impressionar os jurados e passar nas audições do programa, mas com a sua adição ao elenco, ela acaba ameaçando a popularidade da arrogante e esnobe Amber Von Tussle, e a disputa entre elas torna-se mais acirrada quando as duas jovens se interessam pelo mesmo rapaz, Link Larkin. Ao mesmo tempo que Tracy e Amber disputam o título de Miss Hairspray, o contexto histórico-espacial toma parte do protagonismo no filme, na medida em que é promovida a integração racial por oposição à separação que se verificava até à época.

## Elenco
- Nikki Blonsky como Tracy Turnblad
- John Travolta como Edna Turnblad
- Brittany Snow como Amber Von Tussle
- Michelle Pfeiffer como Velma von Tussle
- Christopher Walken como Wilbur Turnblad
- Queen Latifah como Motormouth Maybelle
- James Marsden como Corny Collins
- Amanda Bynes como Penny Pingleton
- Zac Efron como Link Larkin
- Elijah Kelley como Seaweed Stubbs
- Allison Janney como Prudy Pingleton
- Paul Dooley como Mr. Spritzer
- Jerry Stiller como Mr.Pink
- Taylor Parks como Inez Stubbs
- Sarah Jayne Jensen .... Shelley

## Recepção
O Metacritic, que usa uma média ponderada, atribuiu ao filme uma pontuação de 81 em 100, baseado em 37 críticos, indicando "aclamação universal".

## Canções
- Good Morning Baltimore
- The Nicest Kids in Town
- It Takes Two
- (The Legend of) Miss Baltimore Crabs
- I Can Hear the Bells
- Ladies' Choice
- The Nicest Kids in Town (Reprise)
- The New Girl in Town
- Welcome to the 60's
- Run and Tell That
- Big, Blonde and Beautiful
- Big, Blonde and Beautiful (Reprise)
- (You're) Timeless to Me
- I Know Where I've Been
- I Can Wait
- Without Love
- (It's) Hairspray
- You Can't Stop the Beat
- Breakout
- Boink Boink
- Trouble on the Line
- Tied Up in the Knots of Sin
- Come So Far (Got So Far to Go)
- Mama, I'm a Big Girl Now
- Cooties